# Eumácio Filocala
Eumácio Filocala (em grego: Εὐμάθιος ὁ Φιλοκάλης; romaniz.: Eumathios Philokales) foi um líder militar de alto-escalão e administrador bizantino durante o reinado do imperador Aleixo I Comneno (r. 1081–1118), mais notadamente como governador do Chipre por 20 anos, de 1093 até ca. 1112. Ele também serviu como governador do sul da Grécia, embaixador à Hungria e mega-duque (comandante-em-chefe da marinha bizantina).

## Biografia

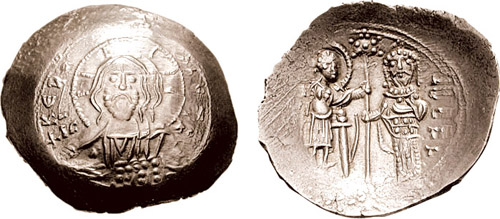
Histameno de r.

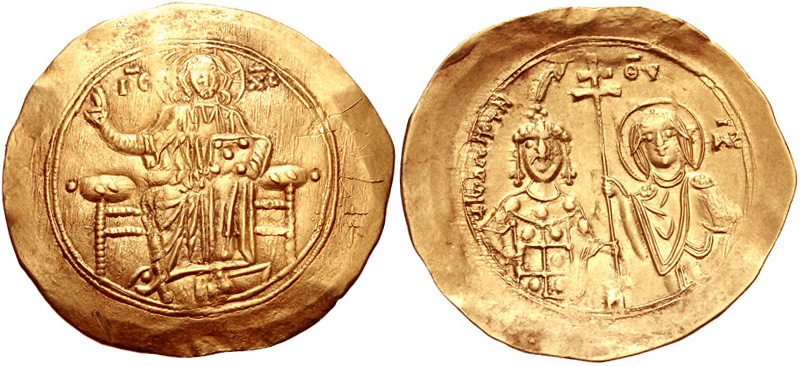
Hipérpiro de r.

A carreira de Filocala é conhecida através de sua menção na Alexíada e através de selos sobreviventes. Estes traçam sua ascensão de um protoespatário do Crisotriclino para juiz dos temas da Hélade e do Peloponeso, e finalmente, em algum momento em torno de 1090, para pretor do último. Na mesma época, foi enviado pelo imperador Aleixo em uma missão diplomática à Hungria para organizar as questões em torno do casamento de João II Comneno (r. 1118–1143), filho e herdeiro de Aleixo, com Irene da Hungria.
Em 1093, Aleixo nomeou Filocala como estratopedarca e governador do Chipre após a supressão da revolta do governador local anterior, Rapsomata. Dada a posição estratégica da ilha, foi uma nomeação que indica tanto a proeminência de Filocala na hierarquia imperial como a confiança do imperador em sua habilidade. De fato, na A Alexíada, Ana Comnena louva sua inteligência e devoção ao seu dever.  Filocala permaneceu no Chipre como governador por ca. 20 anos, com a exceção de um curto período em 1109-1110. Em contraste com os elogios que recebe de Ana Comnena, as fontes cipriotas de origem eclesiástica retratam-o como um oficial cruel e impiedoso e nomeiam-o um lobo ou um discípulo do demônio devido sua imposição de altas tributações para a população da ilha. Em 1099, Filocala repeliu raides pisanos no Chipre. De sua posição também desempenhou um papel nos assuntos dos Estados cruzados, fornecendo uma ligação entre Aleixo e Raimundo IV de Tolosa (r. 1094–1105), um aliado imperial. Isto foi mais notadamente o caso de 1102, quando Filocala enviou suprimentos e equipamentos para Raimundo durante seu cerco de Trípoli.
Em 1109, Filocala viajou para Constantinopla, onde requiriu para ser transferido para Ataleia. Apesar de sua inexperiência em assuntos militares, o imperador Aleixo concordou, e deu tropas para Filocala. Filocala desembarcou com seu exército em Abidos e começou a mover-se por terra através da Ásia Menor ocidental para assumir seu posto. Em seu caminho, reconstruiu e repovoou a cidade de Adramício, destruída por Tzacas anos antes. Na região de Lampe suas tropas infligiram uma pesada derrota nos turcos locais, e então moveu-se para Filadélfia. Antecipando um ataque de retaliação, Filocala reparou os muros da cidade e colocou muitos batedores sobre eles.

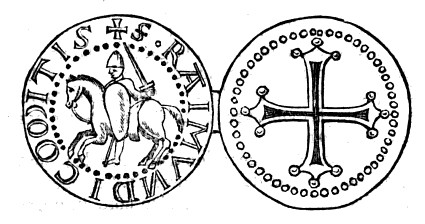
Desenho do selo de r.

Dessa forma, a cidade estava preparada quando os turcos da Capadócia, sob um certo Asan, apareceram diante dos muros. Asan, portanto, não atacou a cidade, mas dividiu e enviou suas tropas para invadir e saquear o oeste. Filocala despachou seu próprio exército contra eles. Os bizantinos seguiram a divisão turca, composta por 10 000 homens segundo a Alexíada, que tinha se movido em direção a Celbiano e se preparava para um ataque surpresa ao amanhecer. Então, as tropas de Filocala moveram-se contra os invasores que haviam se movido em direção a Ninfeu e Esmirna e derrotaram-os próximo do rio Meandro.
Pouco se sabe sobre Filocala depois disso. Em 1111/1112, durante a embaixada de Manuel Butumita para o Reino de Jerusalém, estava de volta em seu posto como governador do Chipre. Em um ato datado de 1118, é conhecido como mantendo o ofício de mega-duque. Alguns versos também testemunham sua elevação para os postos de magistro e curopalata e, por 1118, para a dignidade sublime de pansebasto sebasto. 